# Roeivereniging Aengwirden
De  Roeivereniging Aengwirden uit Heerenveen is een roeivereniging vernoemd naar de voormalige grietenij Aengwirden. De vereniging is in 1999 opgericht door Rokus Greebe en groeide stadig aan tot een middelgrote vereniging van 110 leden in 2023. Roeivereniging Aengwirden is aangesloten bij de Koninklijke Nederlandsche Roeibond.
In de vereniging kent een actieve groep veteranen en wedstrijdroeiers die nationaal en internationaal uitkomen. Daarnaast is een grote groep toerroeiers die regelmatig vaart en meedoet aan tochten. 
De thuisbasis is gelegen op het industriegebied Noordwest. Het thuiswater is het Nieuwe Heerenveense Kanaal, de Heeresloot, de Hooivaart en de Engelenvaart.